# Singakademie Dresden
Die Singakademie Dresden e. V. ist ein Laienchor in der sächsischen Landeshauptstadt Dresden. Die Bezeichnung Singakademie trägt der Chor seit 1985.
Zu unterscheiden ist die Singakademie Dresden von der nach dem Dresdner Hoforganisten Johann Anton Dreyssig benannten und von ihm gegründeten Dreyssigschen Singakademie in Dresden, die sich von 1807 bis zu ihrer Auflösung 1930 der Pflege klassischer Chormusik widmete. Zudem bestand seit 1848 ein gemischter Chor in Dresden, der sich seit 1873 nach seinem Gründer, dem Komponisten Robert Schumann, Robert Schumannsche Singakademie nannte sowie eine Volks-Singakademie.

## Vorgeschichte
Am 16. Juni 1884 gründete sich der „Dresdner Lehrer-Gesang-Verein“ als reiner Männerchor. Erster Chorleiter war Friedrich Oskar Wermann, seinerzeit Kreuzkantor und als Musiker hochangesehen in der Stadt. Bereits in den Jahren unter Musikdirektor Hans Harthan (1894–1896) sowie Eugen Krantz (1896–1898) wurde das Repertoire vom Volkslied und Madrigal ausgehend in Richtung Chorsinfonik erweitert. Im Jahr 1909 wies der Verein 663 Mitglieder auf, davon 288 aktive Sänger, aufgeteilt in 53 erste, 71 zweite Tenöre, 91 erste und 73 zweite Bässe. In der Folgezeit sang der Chor unter anderem unter der Leitung von Richard Strauss, Igor Strawinski, Hermann Abendroth und Karl Böhm.
Unter dem Liedermeister Fritz Busch (1923–1933), gleichzeitig Generalmusikdirektor der Dresdner Semperoper, kam ein Damenchor hinzu und es entwickelte sich eine enge Zusammenarbeit mit der Sächsischen Staatskapelle, die noch heute in den traditionellen Aufführungen des Requiems von Johannes Brahms weiterlebt. Nachdem Busch von den Nationalsozialisten vertrieben wurde, waren unter anderem Paul van Kempen und Hans Richter-Haaser die Liedermeister. Auch in der Zeit des Nationalsozialismus gab es bedeutende chorsinfonische Aufführungen, so zum Beispiel Beethovens Missa solemnis oder in Prag unter Joseph Keilberth die Deutsche Kantate von Fidelio F. Finke (1941).
Im Jahr 1946 kam es zu einem Neubeginn. Alle NSDAP-Mitglieder hatten den Chor zu verlassen, der Chorvorstand trat zurück und unter dem Namen „Volkschor Dresdner Lehrer“ begann der Chor erneut zu arbeiten. Unter Franz Konwitschny, Heinz Bongartz und Joseph Keilberth gab es bedeutsame Aufführungen. Die Chorleiter waren Kurt Masur und Martin Flämig. Die langjährige Tradition der Aufführungen vor allem der 9. Sinfonie von Beethoven wurde 1953 zum Anlass genommen, den Chor in Beethovenchor Dresden umzubenennen.
Christian Hauschild übernahm 1969 die Leitung. Dem Chorleiter und Musiklehrer an der Dresdner Kreuzschule gelang es, den Chor zu verjüngen.

## Umbenennung in Singakademie
Es erfolgte 1985 die Umbenennung in Singakademie Dresden, die Gründung eines Kammerchores sowie des Kinderchores. Eine künstlerische Zusammenarbeit mit dem griechischen Komponisten Mikis Theodorakis war erfolgreich. Mit den Oratorien Stimmen der Völker von Rainer Kunad (1983) und … grüß ich dich tausendmal … von Wilfried Krätzschmar (1989) sowie der Uraufführung der 7. Sinfonie von Mikis Theodorakis und der Mitwirkung bei der Uraufführung von Pax questosa von Udo Zimmermann setzte der Chor weitere Akzente.
Im Jahr 1991 ging Hauschild nach Finnland und wurde von Hans-Christoph Rademann abgelöst. Unter seiner Leitung gewann der Chor an Qualität. Reisen führten nach Ungarn, Österreich und Schweden. Im Jahr 1999 ging Rademann zum NDR-Chor nach Hamburg, ihm folgte Karsten Sprenger, der vom Philharmonischen Chor Suhl nach Dresden kam. Mit ihm reiste der Kammerchor 2002 in die USA. Nach einer kurzen Interimszeit im Jahr 2003, die der Assistent Matthias Herbig überbrückte, übernahm 2004 Ekkehard Klemm die Leitung, der vom Münchner Staatstheater am Gärtnerplatz, wo er 1996–2007 als Dirigent arbeitete, nach Dresden kam. Gleichzeitig ist er Professor für Dirigieren an der Hochschule für Musik Carl Maria von Weber Dresden, leitet das dortige Hochschulsinfonieorchester und wirkt seit 2013 auch ehrenamtlich als Präsident beim Verband Deutscher Konzertchöre (VDKC). Von 2010 bis 2015 war er Rektor der HfM Dresden. Reisen führten die einzelnen Chöre in den letzten Jahren in die USA, nach Ungarn, Österreich, England und in einem gemeinsamen Projekt mit dem Landesjugendorchester Sachsen nach Südafrika.
Der Chor musiziert neben dem großen Repertoire insbesondere auch selten zu hörende Kompositionen sowie verstärkt Musik des 20. und 21. Jahrhunderts. Uraufführungen waren im Jahre 2006 die Oratorien 3 in 1 von Ekkehard Klemm, Confessio saxonica von Manfred Weiss sowie im Jahre 2007 MenschenZeit von Lothar Voigtländer nach Texten von Eugène Guillevic, Dresdner Erstaufführungen die 6. Sinfonie von Awet Terterjan und die Kantate zum Sonntag nach Weihnachten von Jörg Herchet. Im Kontrast zur Messe in h-Moll von Johann Sebastian Bach wurden in den Jahren 2011–2013 Werke von Reiko Füting, Wilfried Krätzschmar und Alexander Keuk in Auftrag gegeben und uraufgeführt. Aus Anlass des 25. Jahrestages des Mauerfalls erklang 2014 ebenfalls als Uraufführung das Oratorium zum 9. November mit der Musik von Manfred Weiss und dem Text von Christoph Eisenhuth. Ein weiterer Schwerpunkt sind die Werke Robert Schumanns sowie von Dresdner Komponisten, so des Kreuzkantors Rudolf Mauersberger, dessen Lukas-Passion Klemm mehrmals aufführte und 2009 auch auf CD aufnahm. 2015 folgte die Geistliche Sommermusik. Unter anderem mit Werken von Boris Blacher, Benjamin Britten, Edison Denissow, Arthur Honegger, Leoš Janáček, Zoltán Kodály, Frank Martin, Bohuslav Martinů, Günter Raphael, Arnold Schönberg und Karol Szymanowski stehen darüber hinaus regelmäßig bedeutende Komponisten des 20. Jahrhunderts auf dem Programm. In den letzten Jahren wurde ein Schwerpunkt auf Uraufführungen junger Komponisten gelegt.
Gegenwärtig gehören dem Chor etwa 220 Mitglieder in den vier Teilchören an, dem Großen Chor (Schwerpunkt chorsinfonisches Repertoire), dem Kammerchor (Schwerpunkt barockes und modernes chorsinfonisches sowie A-cappella-Repertoire), dem Kinderchor und dem Seniorenchor. Der Kinderchor wird von Maja Selina Seidel geleitet, der Seniorenchor von Robert Schad. Als Stimmbildner arbeiten gegenwärtig Clemens Heidrich, Annekathrin Laabs und Cornelia Wosnitza. Der Chor fördert regelmäßig junge Solisten und Dirigenten, u. a. auch in Zusammenarbeit mit dem Forum Dirigieren des Deutschen Musikrates.
Die Singakademie gibt regelmäßig Konzerte mit der Sächsischen Staatskapelle, der Elbland Philharmonie Sachsen, mit der ebenso eine enge Kooperation besteht wie mit den Landesbühnen Sachsen, der Jenaer Philharmonie, Sinfonietta Dresden, dem Orchester der Hochschule für Musik Carl Maria von Weber Dresden, den Dresdner Kapellsolisten, dem collegium 1704 aus Prag und dem Philharmonischen Orchester Plauen-Zwickau.

## Namensfolge
- 1884–1945 Dresdner Lehrergesangverein, seit 1928 mit Frauenchor
- 1946–1953 Volkschor Dresdner Lehrer
- 1953–1985 Beethovenchor
- 1985–1991 Singakademie Dresden, seit 1985 mit Kinderchor
- seit 1991 Singakademie Dresden e. V. (Eintrag ins Vereinsregister)

## Ur- und Erstaufführungen (ab 1980)
- 1982 Mikis Theodorakis, „Axion Esti“, Volksoratorium, DDR-Erstaufführung
- 1983 Rainer Kunad, „Stimmen der Völker“, Oratorium, Uraufführung
- 1986 Udo Zimmermann, „Pax questosa“, Oratorium, Mitwirkung bei der Uraufführung
- 1989 Wilfried Krätzschmar, „…grüß ich tausendmal… (Heimatlandschaften)“, Oratorium, Uraufführung
- 2005 Edison Denissow, „Stilles Licht“, Dresdner Erstaufführung
- 2005 Awet Terterjan, 6. Sinfonie, Dresdner Erstaufführung
- 2006 Ekkehard Klemm, „3 in 1“, Kurzoratorium, Uraufführung
- 2006 Manfred Weiss, „Confessio saxonica“, Oratorium, Uraufführung
- 2007 Wolfgang-Andreas Schultz, Archaische Landschaft mit heilender Trauer für Streicher, Uraufführung im Rahmen eines Chorkonzertes
- 2007 Lothar Voigtländer, „MenschenZeit“, Oratorium, Uraufführung
- 2008 Jörg Herchet, Kantate zum Sonntag nach Weihnachten, deutsche Erstaufführung
- 2009 Ekkehard Klemm, Psalmen nach Texten von Christoph Eisenhuth, Uraufführung der Fassung mit Bariton, Chor und Kammerensemble
- 2010 Josef Tal, Shape, Dresdner Erstaufführung
- 2011 Reiko Füting, höhen – stufen, Komposition nach Kathleen Furthmann und Dieter Füting für Solisten, Chor und Kammerorchester, Uraufführung
- 2012 Wilfried Krätzschmar, fragmentum für Chor und Orchester, Uraufführung
- 2013 Alexander Keuk, Ein Tropfen, ein Schluck in der Höhe nach Texten von Hans Thill und Alexander Keuk, Uraufführung
- 2014 Ekkehard Klemm, Jerusalem, nach Texten von Christoph Eisenhuth für Chor, Cello, Orgel, Jazztrompete und Schlagwerk, Uraufführung
- 2014 Ole Jana, Jan Arvid Preé, Hypothetische Kausalität für Chor und Orchester, Uraufführung im Rahmen der Dresdner Musikfestspiele
- 2014 Manfred Weiss, Christoph Eisenhuth, Oratorium zum 9. November für Soli, Chor und Orchester, Uraufführung
- 2015 Georg Katzer, Medea in Korinth, Oratorische Szenen nach einem Libretto von Christa und Gerhard Wolf, Dresdner Erstaufführung
- 2016 Ekkehard Klemm, Ricercar a 5,9
- 2016 Jörg Herchet, Das geistliche Jahr, Kantate II: Zum Fest der Geburt Christi – Die Geburt Christi im Herzen; Kantate III: Zum Fest der Geburt Christi – Die ewige Geburt Christi
- 2017 Reiner Bredemeyer, Berichte, nach Texten von Heiner Müller, Uraufführung im Rahmen der Dresdner Musikfestspiele
- 2017 Jan Arvid Prée, in terra pax!
- 2017 Maximilian Otto, Alle Jahre wieder...
- 2018 Alberto Arroyo, Le Temps en Ruines
- 2018 Magdalena Buchwald, Psalm 58
- 2019 Helene Scharfe (Komponistenklasse Dresden): Wir brauchen keinen Weihnachtsmann!
- 2019 Hannes Kerda (Komponistenklasse Dresden): Gegenteilige Weihnacht
- 2019 Jacques Bierbass (Komponistenklasse Halle): Der Herr ist mein Hirte

## Künstlerische Leiter
- 1884–1892 Friedrich Oskar Wermann
- 1892–1893 Edmund Kretschmer, Gustav Zumpe
- 1894–1896 Hans Harthan
- 1896–1898 Eugen Krantz
- 1898–1922 Friedrich Brandes
- 1923–1933 Fritz Busch
- 1933–1933 Werner Ladwig
- 1934–1938 Paul van Kempen
- 1938–1938 Hans Richter-Haaser
- 1939–1945 Kurt Striegler, Ernst Hintze
- 1945–1949 Willi Kehrer, Heinz Schubert
- 1949–1956 Werner Starke
- 1956–1959 Kurt Masur
- 1959–1961 Martin Flämig
- 1961–1963 Hans Börner
- 1963–1965 Gerhard Rolf Bauer
- 1965–1967 Karl Schubert
- 1967–1969 Gerhard Schäfer
- 1969–1991 Christian Hauschild
- 1991–1999 Hans-Christoph Rademann
- 1999–2003 Karsten Sprenger
- 2003–2003 Matthias Herbig (interimistisch)
- 2004–2021 Ekkehard Klemm
- seit 2021 Michael Käppler[2]